# Tirit

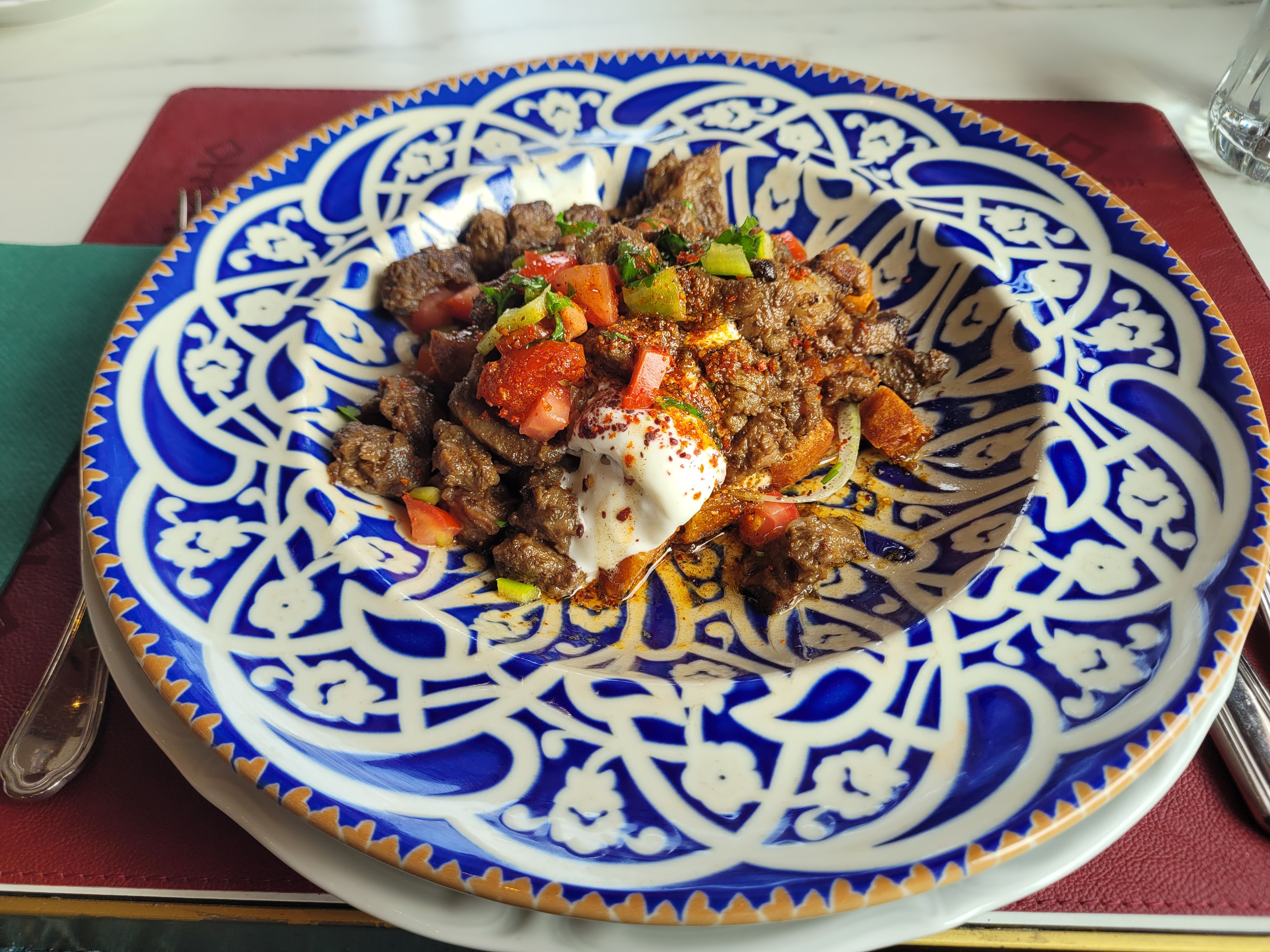
Konya tirit

Tirit es una comida típica de Turquía, que se elabora a base de pan del día anterior. (Definición en el diccionario turco de la Türk Dil Kurumu) Para su elaboración se prepara un caldo, generalmente de carne de oveja o cordero, en la provincia de Samsun también de ganso, y se corta y agrega el pan seco, o pan tostado, se añade pimentón, perejil y cebolla, condimentando con sal y pimienta. También existen recetas de tirit que incorporan beyaz peynir[cita requerida] y yogur.